# 발아밀

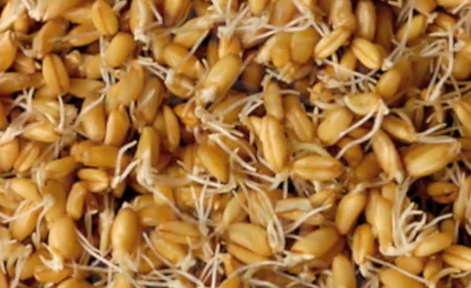
발아밀

발아밀(發芽-)은 발아시킨 밀이다. 계속 키우면 밀싹이 된다.
이란 요리 및 페르시아의 영향을 받은 중앙아시아·남아시아 지역 요리에서 사마누나 소한 등 후식을 만들 때 흔히 쓰인다. 이란에서는 발아밀이 자바네 간돔(페르시아어: جوانه گندم)으로 불린다.

## 같이 보기
- 발아현미